# Reach (Cambridgeshire)
Reach è un villaggio e parrocchia civile dell'Inghilterra, appartenente alla contea del Cambridgeshire.